# Bataille de Bad Axe
Guerre de Black Hawk
Batailles
Guerre de Black Hawk :
- Stillman's Run (en)
- Indian Creek (en)
- Horseshoe Bend (en)
- Waddams Grove (en)
- Kellogg's Grove (en)
- Apple River Fort (en)
- Wisconsin Heights
- Bad Axe

La bataille de Bad Axe, également connue sous le nom de massacre de Bad Axe, est le dernier affrontement de la guerre de Black Hawk de 1832. Elle oppose les 1er et 2 août 1832 un groupe de Sauks et de Mesquakies mené par le chef Black Hawk à des unités de milice et des troupes de la US Army.
Cette bataille a lieu quelques jours après la bataille de Wisconsin Heights, alors que Black Hawk et ses partisans tentent d'échapper aux miliciens lancés à leur poursuite. Le 1er août, ils atteignent le fleuve Mississippi au point de confluence avec la rivière Bad Axe (en) et débutent la construction de radeaux pour traverser le fleuve. Peu après leur arrivée, le bateau à vapeur Warrior (en) arrive à leur niveau. Black Hawk hisse un drapeau blanc mais l'équipage et les soldats présents à bord du bateau suspectent une ruse et ouvrent le feu, tuant 25 Amérindiens.
Après cette journée, les Sauks sont divisés ; une grande partie d'entre eux sont déterminés à traverser le Mississippi mais Black Hawk juge plus sûr de fuir vers le nord. Seuls une cinquantaine de ses partisans acceptent de partir avec lui. Le matin suivant, les Amérindiens restants sont attaqués par les troupes américaines qui les ont rejoints, ainsi que par le Warrior, revenu sur les lieux après s'être réapprovisionné au fort Crawford. Près de 300 personnes — dont de nombreuses femmes et enfants — ont été tués.